# Anasol

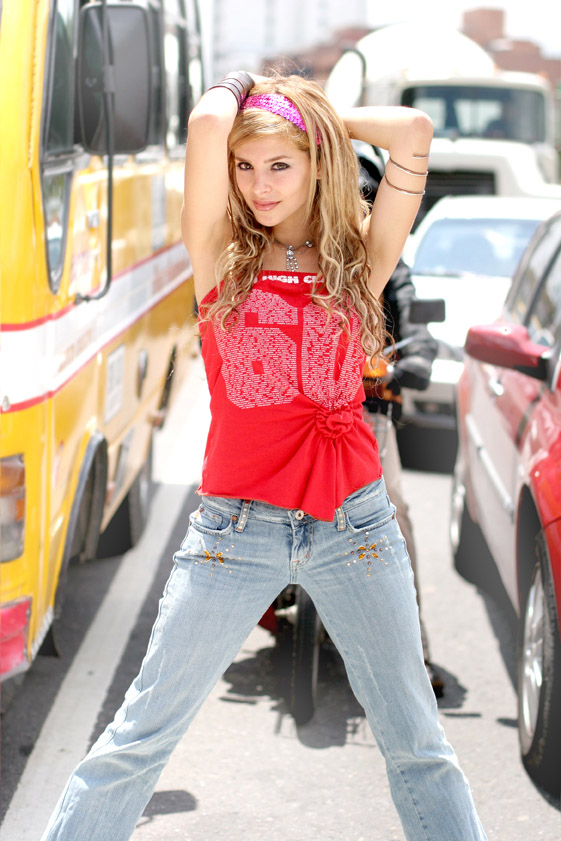
Anasol (2006)

Anasol Escobar (* 5. November 1976 in Buenos Aires, Argentinien) ist eine kolumbianische Pop-Sängerin und Songwriterin argentinischer Herkunft.

## Leben
Anasol wurde in Buenos Aires geboren, wuchs jedoch bei ihren Eltern in der kolumbianischen Hauptstadt Bogotá auf. Im Alter von 15 begann sie eigene Songs zu schreiben. Nach der High School begann sie ein Musikstudium an der Universidad Javeriana. 1999 brachte sie ihr erstes Soloalbum heraus. Drei Jahre später entstand ihr zweites Studioalbum Astros, produziert von Luis Fernando Ochoa, der auch schon mit Shakira und Ricky Martin zusammenarbeitete. Das Album wurde in Kolumbien ein großer Erfolg und auch ihr drittes Album Anasol, erschienen im Jahr 2005, konnte daran anschließen. Die Singleauskopplung Sentimiento erreichte daneben auch Platz 31 der amerikanischen Billboard Latin Pop Airplay Charts.
2010 spielte Anasol die Hauptrolle in der kolumbianischen Telenovela Yo no te pido la luna.
Im Jahr 2018 veröffentlichte sie unter dem Namen Sol Escobar das Album La Dama Oscura.

## Diskografie

### Studioalben
- Escorpion de primavera (1999)
- Astros (2002)
- Anasol (2005)
- La Dama Oscura (2018)

### Singles
- 1999: Pensando en desorden (Escorpion de primavera)
- 1999: Pasion por un sueño (Escorpion de primavera)
- 1999: No dejes, no dejes (Escorpion de primavera)
- 2002: Sin miedo a caer (Astros)
- 2002: Buscame (Astros)
- 2003: Voy volando (Astros)
- 2005: Sentimiento (Anasol)
- 2006: Nace (Anasol)
- 2010: Vampira (Fabulas de accion EP)

### Andere Veröffentlichungen
- Extended Play: Fabulas De Accion (als Download)